# Sigurd Sleva
No confundir con Sigurd Eriksson
Sigurd Sleva (nórdico antiguo: Sigurðr Slefa Eiríksson, 940-965), fue príncipe vikingo de Noruega, hijo de Erico I de Noruega y su consorte Gunnhild.
Durante la ausencia del rey Harald II de Noruega que estaba en campaña contra Bjarmaland, Sigurd Sleva llegó a la granja de un hersir llamado Klypp Thordsson, un influyente hombre de una larga dinastía de guerreros. Klypp estaba de expediciones vikingas y su esposa Alof, le ofreció una gran recepción a Sigurd. Aquella noche, Sigurd entró en sus aposentos y la violó. Tras la cosecha, Sigurd se dirigió con su hermano Harald a Voss para reunir a los bóndi en el Thing, donde los habitantes intentaron acabar con sus vidas pero escaparon tomando diferentes caminos, Harald hacia Hardanger y Sigurd a Alrekstad. Durante los acontecimientos el hersir Klypp se dirigió con su clan a donde estaba Sigurd con la intención de matarle, que logró de un certero golpe de espada.